# Hindman
Hindman är en ort i Knott County i delstaten Kentucky, USA. År 2000 hade orten 787 invånare. Den har enligt United States Census Bureau en area på 8,8 km², allt är land. Hindman är administrativ huvudort (county seat) i Knott County.